# GvA Trofee veldrijden 2006-2007
De Gazet van Antwerpen Trofee Veldrijden 2006-2007was het 20e seizoen van dit regelmatigheidscriterium in het veldrijden. De wedstrijdserie ging van start op 1 november 2006 in Oudenaarde en eindigde in Oostmalle op 18 februari 2007. 
Winnaar werd Sven Nys.

## Kalender
| Datum      | Locatie                                   | Cat. | Eerste          | Tweede              | Derde           |
| ---------- | ----------------------------------------- | ---- | --------------- | ------------------- | --------------- |
| 01/11/2006 | Koppenberg - GP Willy Naessens            | C1   | Sven Nys        | Richard Groenendaal | John Gadret     |
| 11/11/2006 | Niel - Jaarmarktcross                     | C2   | Bart Wellens    | Richard Groenendaal | Sven Nys        |
| 18/11/2006 | Hasselt - GP van Hasselt                  | C2   | Gerben de Knegt | Bart Wellens        | Sven Nys        |
| 16/12/2006 | Essen - GP Rouwmoer                       | C2   | Sven Nys        | Bart Wellens        | Gerben de Knegt |
| 28/12/2006 | Loenhout - Azencross                      | C1   | Niels Albert    | Sven Nys            | Erwin Vervecken |
| 01/01/2007 | Baal - GP Sven Nys                        | C1   | Sven Nys        | Lars Boom           | Niels Albert    |
| 03/02/2007 | Lille - Krawatencross                     | C1   | Sven Nys        | Richard Groenendaal | Gerben de Knegt |
| 18/02/2007 | Oostmalle - Internationale Sluitingsprijs | C1   | Niels Albert    | Sven Nys            | Jonathan Page   |

## Puntenverdeling
De eerste 30 kregen punten aan de hand van de volgende tabel:
| Positie | 1  | 2  | 3  | 4  | 5  | 6  | 7  | 8  | 9  | 10 | 11 | 12 | 13 | 14 | 15 | 16 | 17 | 18 | 19 | 20 | 21 | 22 | 23 | 24 | 25 | 26 | 27 | 28 | 29 | 30 |
| Punten  | 35 | 32 | 29 | 27 | 26 | 25 | 24 | 23 | 22 | 21 | 20 | 19 | 18 | 17 | 16 | 15 | 14 | 13 | 12 | 11 | 10 | 9  | 8  | 7  | 6  | 5  | 4  | 3  | 2  | 1  |

## Eindklassement
| Nr. | Veldrijder          | Punten |
| --- | ------------------- | ------ |
| 1.  | Sven Nys            | 273    |
| 2.  | Niels Albert        | 238    |
| 3.  | Richard Groenendaal | 220    |
| 4.  | Gerben de Knegt     | 210    |
| 5.  | Erwin Vervecken     | 195    |
| 6.  | Bart Wellens        | 184    |
| 7.  | Sven Vanthourenhout | 181    |
| 8.  | Zdeněk Štybar       | 181    |
| 9.  | Bart Aernouts       | 142    |
| 10. | Wilant van Gils     | 135    |

## Uitslagen
| Nr. | Naam                | Tijd     |
| --- | ------------------- | -------- |
| 1   | Sven Nys            | onbekend |
| 2   | Richard Groenendaal |          |
| 3   | John Gadret         |          |
| 4   | Bart Aernouts       |          |
| 5   | Bart Wellens        |          |
| 6   | Erwin Vervecken     |          |
| 7   | Klaas Vantornout    |          |
| 8   | Niels Albert        |          |
| 9   | Wilant van Gils     |          |
| 10  | Sven Vanthourenhout |          |

| Nr. | Naam                | Tijd     |
| --- | ------------------- | -------- |
| 1   | Bart Wellens        | onbekend |
| 2   | Richard Groenendaal |          |
| 3   | Sven Nys            |          |
| 4   | Niels Albert        |          |
| 5   | Sven Vanthourenhout |          |
| 6   | Gerben de Knegt     |          |
| 7   | Erwin Vervecken     |          |
| 8   | Davy Commeyne       |          |
| 9   | David Willemsens    |          |
| 10  | Tim Van Nuffel      |          |

| Nr. | Naam                | Tijd     |
| --- | ------------------- | -------- |
| 1   | Gerben de Knegt     | onbekend |
| 2   | Bart Wellens        |          |
| 3   | Sven Nys            |          |
| 4   | Sven Vanthourenhout |          |
| 5   | Niels Albert        |          |
| 6   | Erwin Vervecken     |          |
| 7   | Bart Aernouts       |          |
| 8   | Zdeněk Štybar       |          |
| 9   | David Willemsens    |          |
| 10  | Richard Groenendaal |          |

| Nr. | Naam                | Tijd     |
| --- | ------------------- | -------- |
| 1   | Sven Nys            | onbekend |
| 2   | Bart Wellens        |          |
| 3   | Gerben de Knegt     |          |
| 4   | Richard Groenendaal |          |
| 5   | Niels Albert        |          |
| 6   | Petr Dlask          |          |
| 7   | Zdeněk Štybar       |          |
| 8   | Erwin Vervecken     |          |
| 9   | Wilant van Gils     |          |
| 10  | Thijs Al            |          |

| Nr. | Naam                | Tijd     |
| --- | ------------------- | -------- |
| 1   | Niels Albert        | onbekend |
| 2   | Sven Nys            |          |
| 3   | Erwin Vervecken     |          |
| 4   | Petr Dlask          |          |
| 5   | Zdeněk Štybar       |          |
| 6   | Richard Groenendaal |          |
| 7   | Bart Wellens        |          |
| 8   | Sven Vanthourenhout |          |
| 9   | Gerben de Knegt     |          |
| 10  | Davy Commeyne       |          |

| Nr. | Naam            | Tijd     |
| --- | --------------- | -------- |
| 1   | Sven Nys        | onbekend |
| 2   | Lars Boom       |          |
| 3   | Niels Albert    |          |
| 4   | Bart Wellens    |          |
| 5   | Erwin Vervecken |          |
| 6   | Kevin Pauwels   |          |
| 7   | Maxime Lefebvre |          |
| 8   | Zdeněk Štybar   |          |
| 9   | Gerben de Knegt |          |
| 10  | Wilant van Gils |          |

| Nr. | Naam                | Tijd     |
| --- | ------------------- | -------- |
| 1   | Sven Nys            | onbekend |
| 2   | Richard Groenendaal |          |
| 3   | Gerben de Knegt     |          |
| 4   | Niels Albert        |          |
| 5   | Kevin Pauwels       |          |
| 6   | Sven Vanthourenhout |          |
| 7   | Petr Dlask          |          |
| 8   | Klaas Vantornout    |          |
| 9   | Zdeněk Štybar       |          |
| 10  | Bart Aernouts       |          |

| Nr. | Naam                | Tijd     |
| --- | ------------------- | -------- |
| 1   | Niels Albert        | onbekend |
| 2   | Sven Nys            |          |
| 3   | Jonathan Page       |          |
| 4   | Erwin Vervecken     |          |
| 5   | Zdeněk Štybar       |          |
| 6   | Richard Groenendaal |          |
| 7   | Sven Vanthourenhout |          |
| 8   | Gerben de Knegt     |          |
| 9   | Bart Aernouts       |          |
| 10  | Kevin Pauwels       |          |

Kampioenschappen:  Wereldkampioenschappen · 
 Europese kampioenschappen · 
 Belgische kampioenschappen · 
 Nederlandse kampioenschappen
Klassementen:  Wereldbeker · 
 Superprestige · 
 GvA Trofee · 
 Budvar Cup · 
 Challenge national
1987-1988 · 1988-1989 · 1989-1990 · 1990-1991 · 1991-1992 · 1992-1993 · 1993-1994 · 1994-1995 · 1995-1996 · 1996-1997 · 1997-1998 · 1998-1999 · 1999-2000 · 2000-2001 · 2001-2002 · 2002-2003 · 2003-2004 · 2004-2005 · 2005-2006 · 2006-2007 · 2007-2008 · 2008-2009 · 2009-2010 · 2010-2011 · 2011-2012 · 2012-2013 · 2013-2014 · 2014-2015 · 2015-2016 · 2016-2017 · 2017-2018 · 2018-2019 · 2019-2020 · 2020-2021 · 2021-2022 · 2022-2023 · 2023-2024 · 2024-2025